# Либертаријански конзерватизам
Либертаријански конзерватизам, конзервативни либертаријанизам или конзерватаријанизам, је политичка и социјална филозофија која комбинује конзерватизам и либертаријанизам, што представља либертаријански део конзерватизма и обрнуто.